# Heinkel He 178
Heinkel He 178 — первый в мире самолёт с турбореактивным двигателем. Первый полёт совершил 27 августа 1939 года.
Разработка самолёта He 178 производились компанией Ernst Heinkel Flugzeugwerke в Варнемюнде на севере Германии, которой руководил Эрнст Хейнкель. Его основной идеей была разработка новых технологий и производство авиадвигателей нового поколения.
Первым пилотом на He 178 был Эрих Варзиц.
Несмотря на то, что самолёт показал выдающиеся результаты при первых испытаниях, Рейхсминистерство авиации не выказало заинтересованности в этом проекте.
Технология использовалась позднее, при разработке He 280, He 162 и Me 262.

## Тактико-технические характеристики

Heinkel He 178 V2. V1 имел крыло с эллиптической формой задней кромки

Приведены данные варианта He.178 V.1
Источник данных: «Уголок неба»

Технические характеристики
- Экипаж: 1 пилот
- Длина: 7,48 м
- Размах крыла: 7,2 м
- Высота: 2,1 м
- Площадь крыла: 9,1 м²
- Масса пустого: 1616 кг
- Нормальная взлётная масса: 1995 кг
- Силовая установка: 1 × ТРД Heinkel-Hirth HeS 3b
- Тяга: 1 × 4,9 кН (500 кгс)

Лётные характеристики
- Максимальная скорость: 700 км/ч
- Крейсерская скорость: 580 км/ч
- Практическая дальность: 200 км